# Flămânzică de colți
Flămânzica de colț (Draba compacta) este o plantă scundă din genul Draba, familia Brassicaceae.

## Descriere
Flămânzica de colți are tulpina mică, de 10-50 mm, fără frunze, cu un scurt mănunchi de flori mici galbene la vârf, cu patru petale așezate în cruce. Înflorește în lunile iunie-august.
Frunzele sunt îngrămădite în rozete rotunde la baza tulpinilor. Ele sunt înguste, ascuțite, rigide, cu peri rari și țepoși pe margini. Fructele sunt verzi și ovale, de 50-70 mm lungime, au un cioc scurt la vârf.

## Răspândire
În România se găsește pe stâncile calcaroase din munții Carpați.